# Mont Bélair
Le mont Bélair est une montagne de 485 m située dans le quartier de Val-Bélair, à Québec, au Canada.
Il est le deuxième plus haut sommet de la ville de Québec. Son nom provient du Fief de Bélair, territoire qui est concédé à Guillaume Bonhomme en 1682 et dont la concession est ratifiée le 15 avril 1684 par le roi Louis XIV. Le territoire mesure une lieue de front sur deux lieues dans l'axe perpendiculaire au fleuve Saint-Laurent, entre la rivière Jacques-Cartier et la seigneurie de Saint-Augustin, et comprend le mont ainsi que le lac Bonhomme. Relief visible à bonne distance, le mont Bélair était ainsi également désigné la Montagne à Bonhomme, et le seigneur du fief était surnommé « seigneur de la montagne ».
La base de plein-air La Découverte est située au mont Bélair : durant l'été, des installations sportives et de plein-air, un camp de jour à l'usage des jeunes ainsi qu'une piscine publique municipale y sont situés. On retrouve sur le site l'Observatoire astronomique de la Découverte, opéré par le club d'astronomie IO de Val-Bélair et accessible au public depuis 2002,,. Le mont Bélair sert aussi de passage d'électricité pour les câbles d'Hydro-Québec. On retrouve plusieurs tours de communication, dont les antennes émettrices de stations de radio québécoises.
Le parc naturel du Mont Bélair y est aménagé ; des sentiers permettent la pratique du ski de fond l'hiver et de la randonnée pédestre l'été.

## Histoire
Un écrasement d'avion survient le 14 février 1981 causant la mort des trois occupants d'un Cheerokee Piper Warrier 1. Les victimes sont originaires de la région de Montréal.

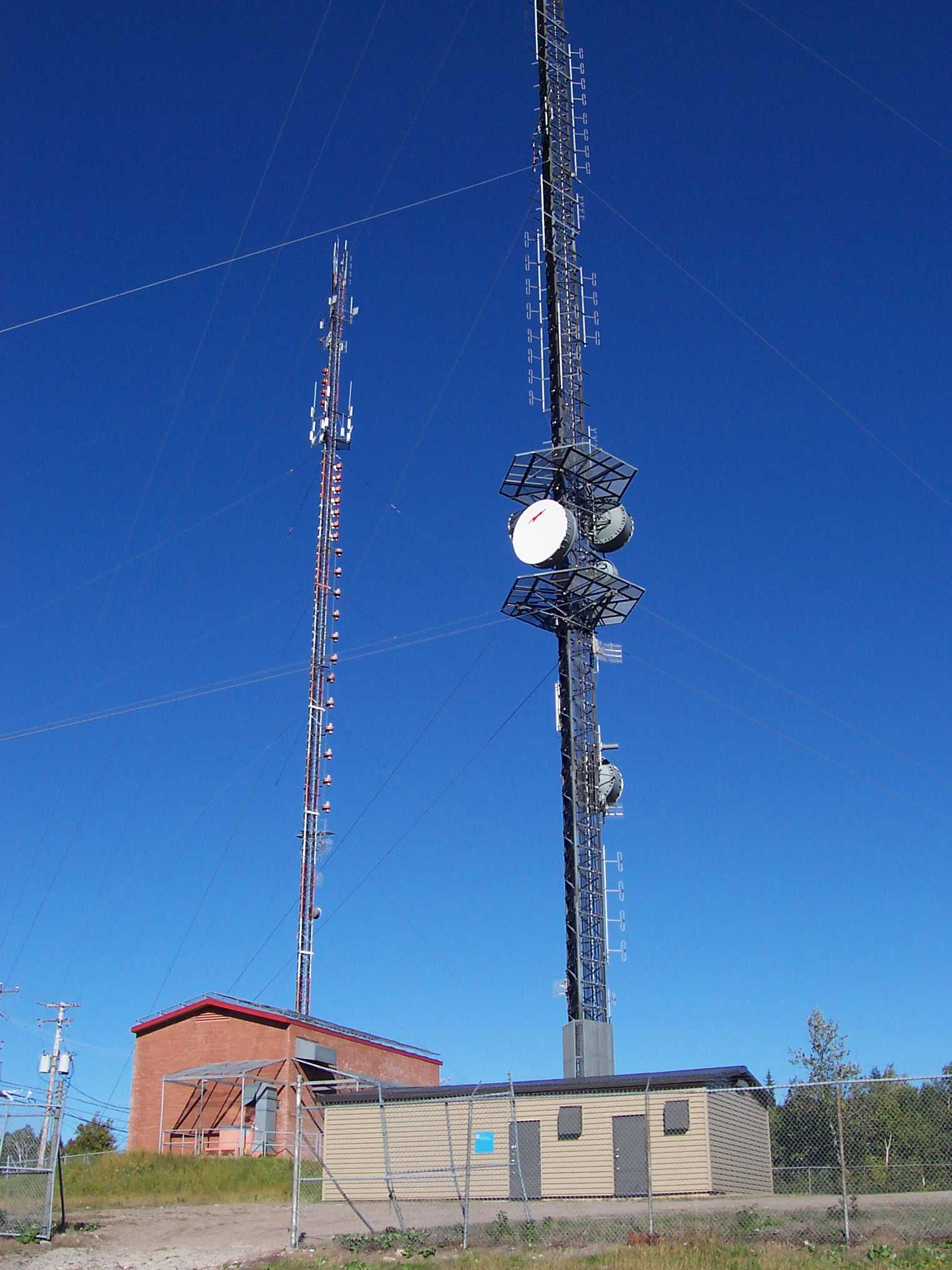
Tours de communication au sommet du mont Bélair.
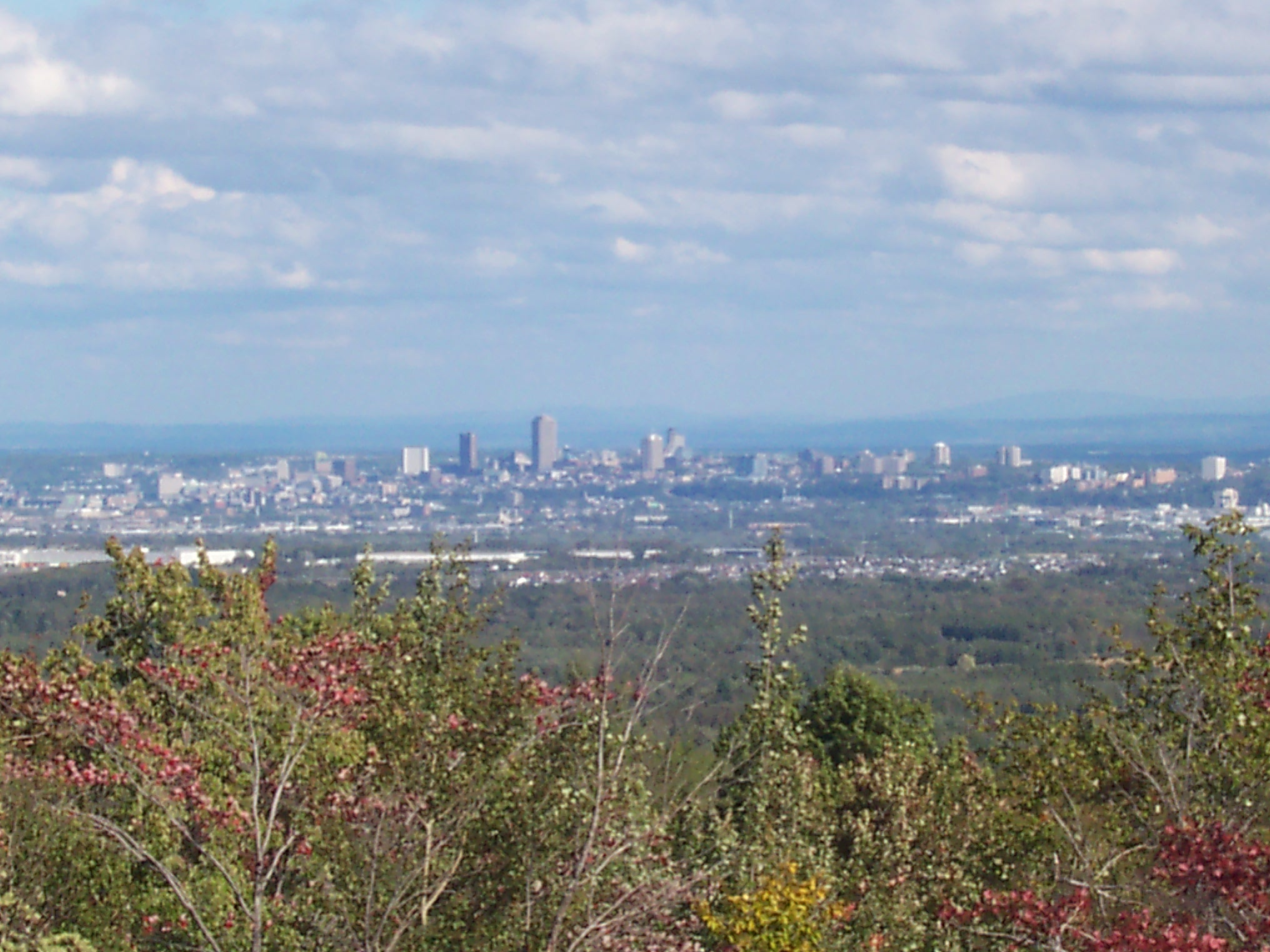
Le centre-ville de Québec vu depuis la montagne.